# Fallas
 (avril 2023).
Si vous disposez d'ouvrages ou d'articles de référence ou si vous connaissez des sites web de qualité traitant du thème abordé ici, merci de compléter l'article en donnant les références utiles à sa vérifiabilité et en les liant à la section « Notes et références ».
Pour les articles homonymes, voir Falla.
Les fallas (en castillan et couramment en français ; en valencien falles) sont une fête populaire célébrée dans les rues et places de Valence (Espagne) et une centaine de villes de la Communauté valencienne, dont l'apogée se situe entre le 15 et le 19 mars, jour de la saint Joseph, patron des charpentiers.
Pendant toute l'année, des artistes fabriquent des statues avec du tissu, du papier mâché, de l'argile, du ciment, etc. Puis, pendant une grande fête, toutes les statues sont brûlées sauf une.
Le musée des fallas se situe à Valence et garde toutes les statues gardées depuis la création de cette fête.

## Présentation
La nuit du 15 mars, c'est la Plantà pour laquelle on dresse de gigantesques statues en matériaux composites, soutenues par des structures de bois qui servent de support. Une grande partie des habitants de la ville y participent. Dans chaque quartier est implantée une falla (groupe de statues). Elles sont érigées par les 380 casals fallers de chaque quartier. Chaque casal expose une falla major (pour les adultes) et une falla infantil (pour les enfants), soit en tout 760 fallas dispersées dans Valence. Elles sont fabriquées dans de grands ateliers appelés ateliers fallers et doivent être montées le 15 mars (jour de la Plantà). Un jury passe voir toutes les fallas de Valence le lendemain et décerne les prix. Elles seront toutes brûlées le 19 mars là où elles étaient plantées. Seules seront épargnées les ninots indultats : figurines que chaque fallera major décide de conserver de sa falla, comme souvenir.
Les casals sont des associations de quartiers rassemblant des bénévoles qui tout au long de l'année organisent et récoltent les fonds pour cette fête, et disposent chacune d'un local permanent faisant office toute l'année de club de quartier. Les casals ont chacun leur fallera major (reine de la falla). L'une d'elles sera élue, à l'année suivante, fallera major pour toute la ville de Valence.
Des centaines d'œuvres d'art, en bois et en matériaux composites peintes de couleurs vives apparaissent dans les rues pour être brûlées la nuit du 19 mars, lors de la Cremà, au milieu d'un embrasement de feux d'artifice entre minuit et 1 h du matin. Chaque falla est créée sur un thème allégorique et caricatural pouvant représenter des personnalités, institutions, mœurs et évènements de la ville, de la région, de l'Espagne ou du monde, et est accompagné d'un llibret (livret) explicitant par un long poème, écrit obligatoirement en valencien, l'allégorie caricaturale du groupe statuaire.
À Valence et dans d’autres villes participant aux fallas,, des corridas ont lieu pendant toute la fête. De multiples autres rituels, plus ou moins festifs ou solennels, sont organisés pendant les falles par chaque casal faller: défilé devant la mairie, offrande florale à la Vierge, messe, jeux , bals, repas, etc.
Pour conclure les festivités, au mois de juillet, les Valenciens élisent la fallera major (la « reine des Fallas », en quelque sorte). D'autres falleras sont élues pour représenter leur quartier.
Les Fallas ont été inscrites en novembre 2016 sur la liste du Patrimoine culturel immatériel
Chaque jour du 1er au 19 mars, à 14h, sur la place de l'Hôtel de ville (Ajuntament), a lieu le spectacle pyrotechnique appelé la 'mascletà' : d'énormes pétards sont tirés vers le ciel explosent selon un rythme qui va crescendo, et lors du final les vitres des immeubles alentour  tremblent... Tous les soirs des fallas ont lieu des feux d'artifice. La nuit du 18 au 19 mars, celui-ci est gigantesque et s'appelle la Nit de foc (« nuit du feu »). Les derniers soirs s'installent dans certains quartiers des fêtes populaires, buvettes avec musique où l'on boit et on danse.

## Galerie

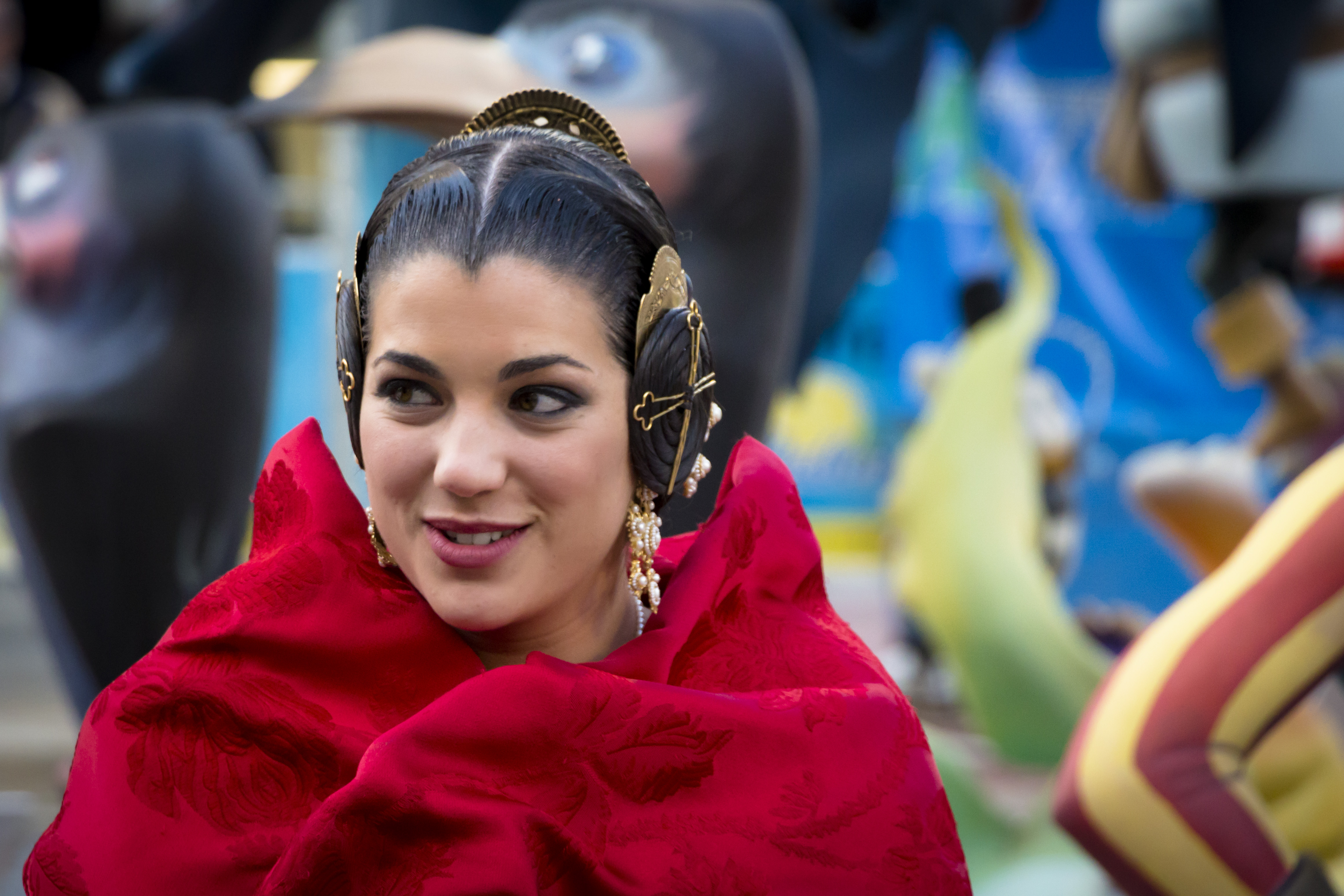
La fallera major en 2015
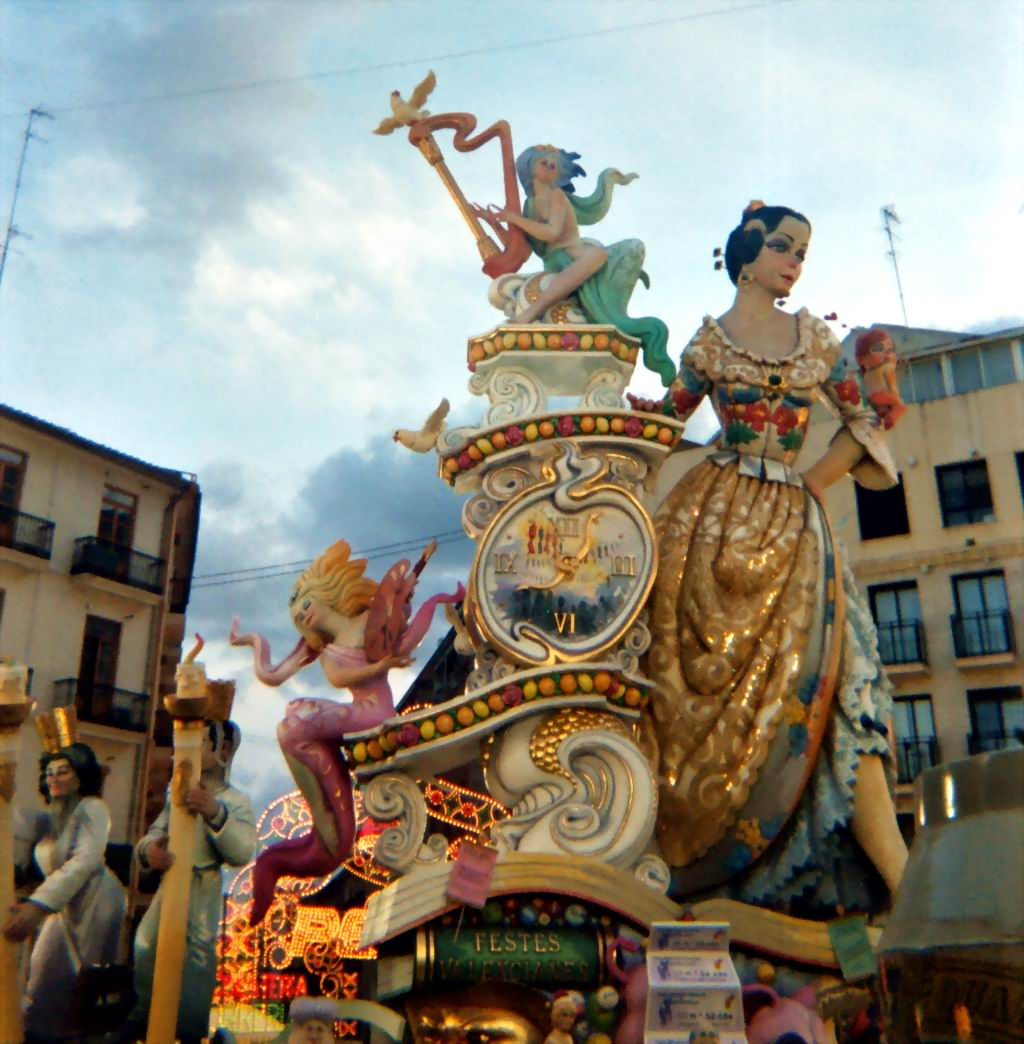
Figure de fallera.
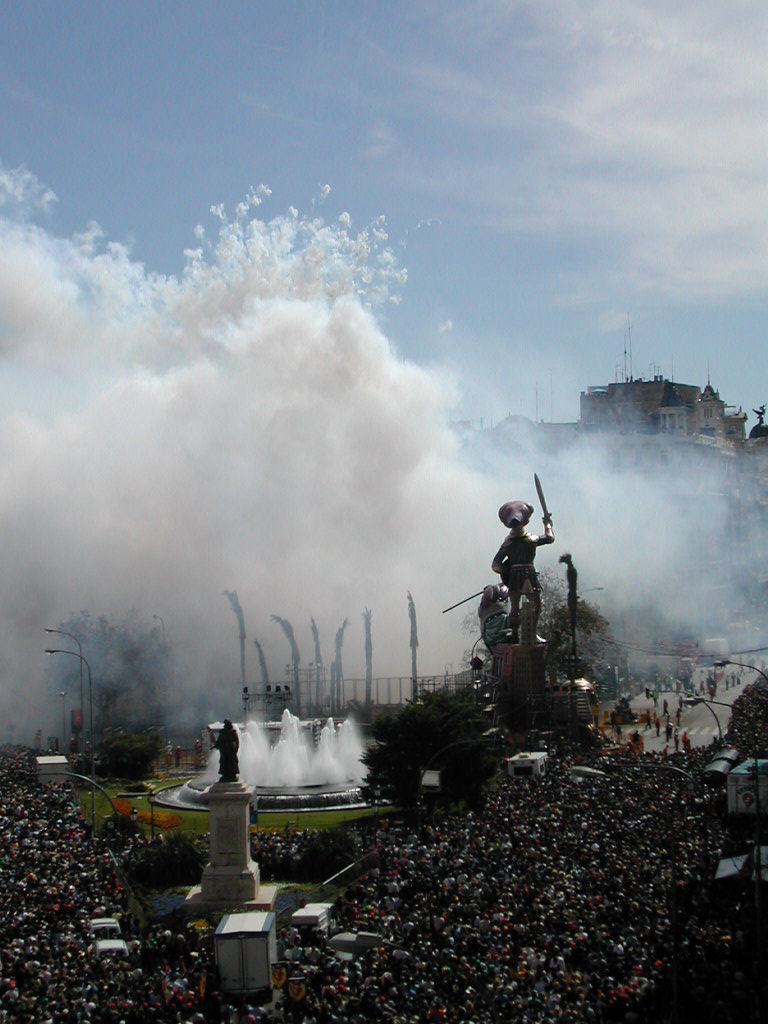
La Mascletà (2004).
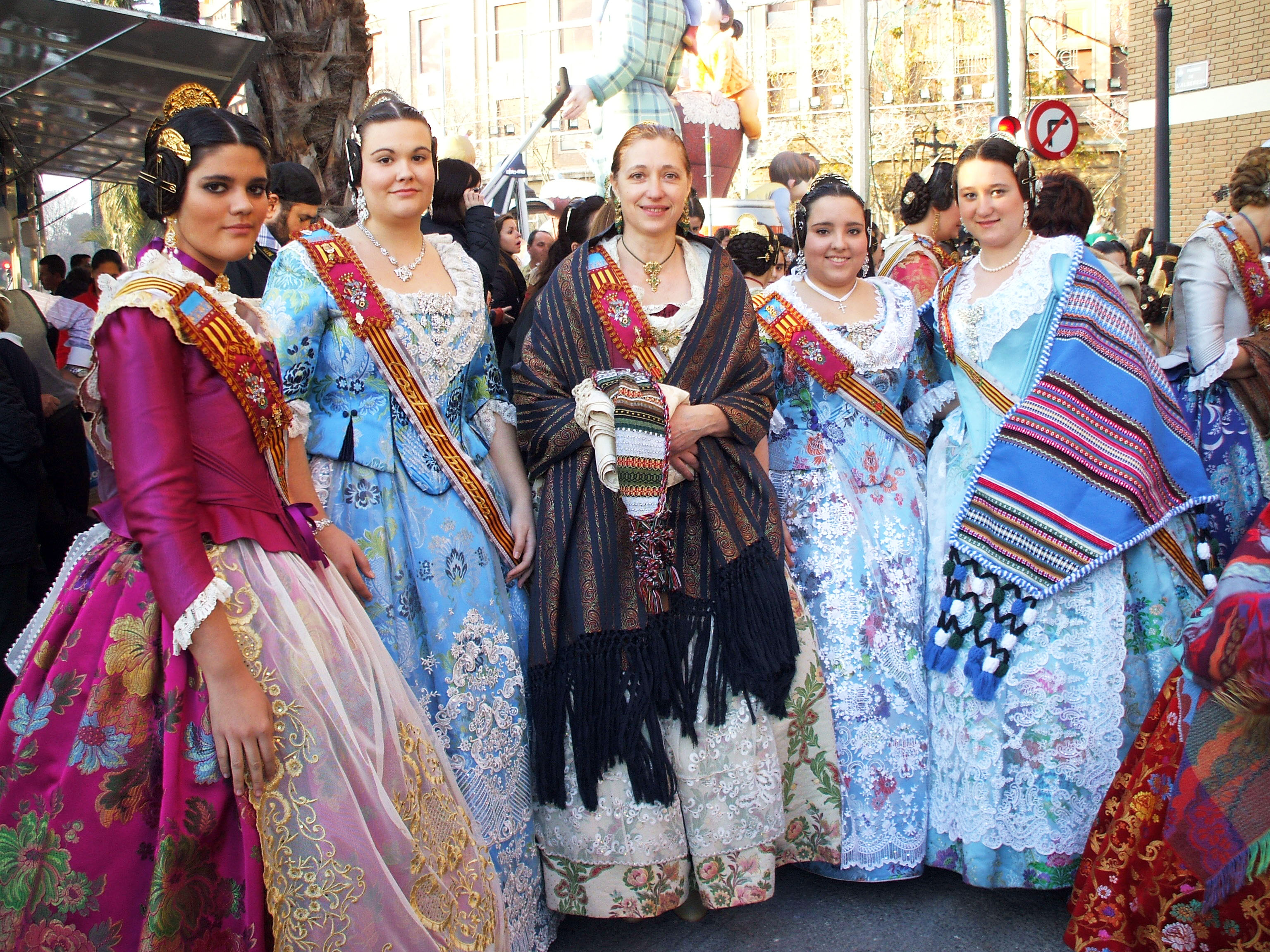
Un groupe de falleras.
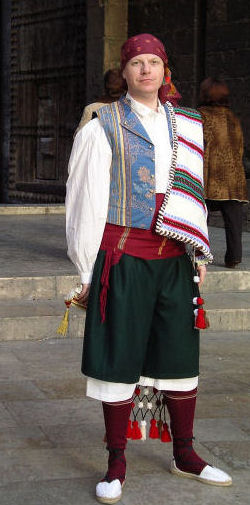
Le Xaraguell, costume masculin traditionnel.
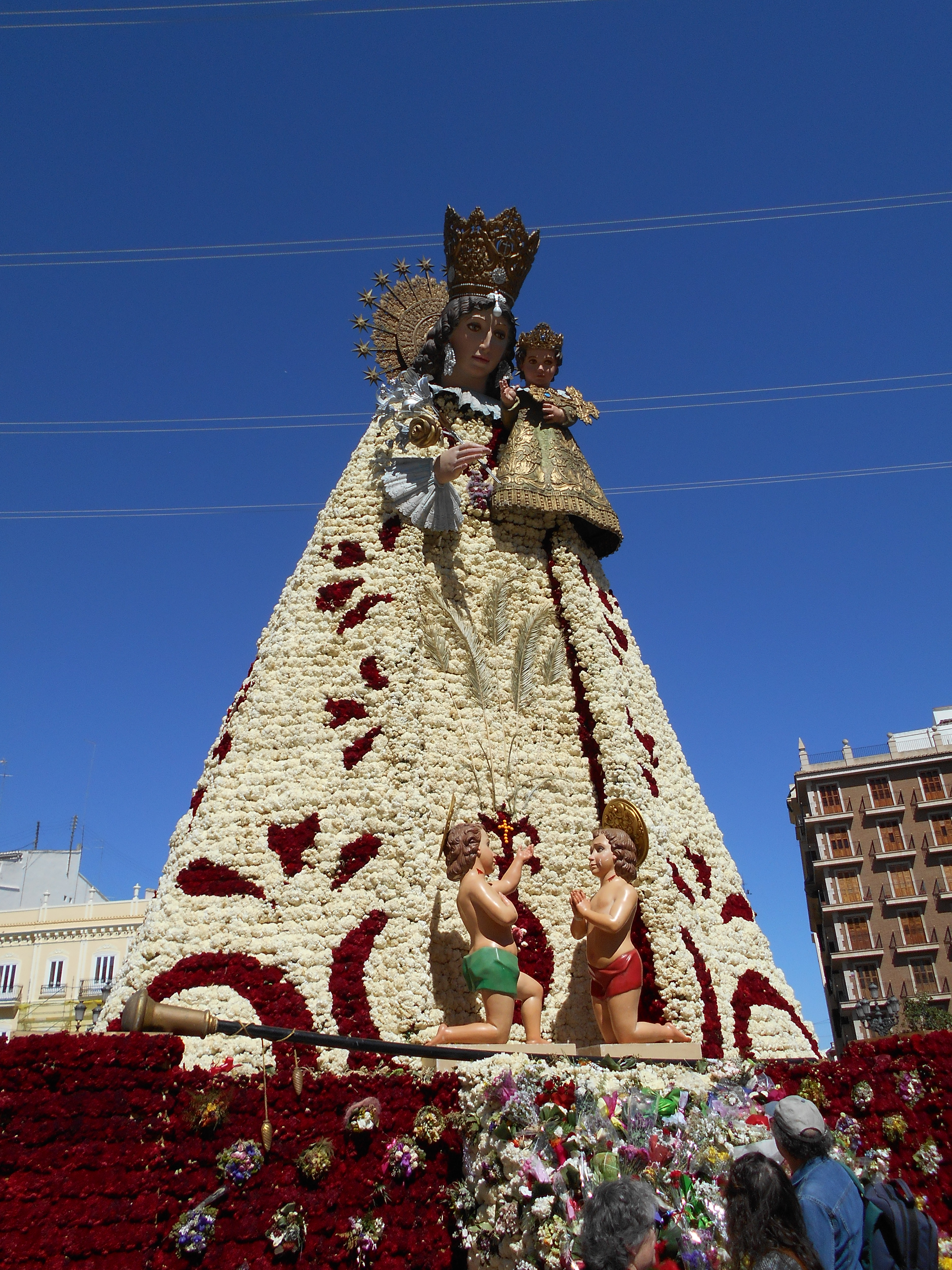
Offrande de fleurs à la Vierge.
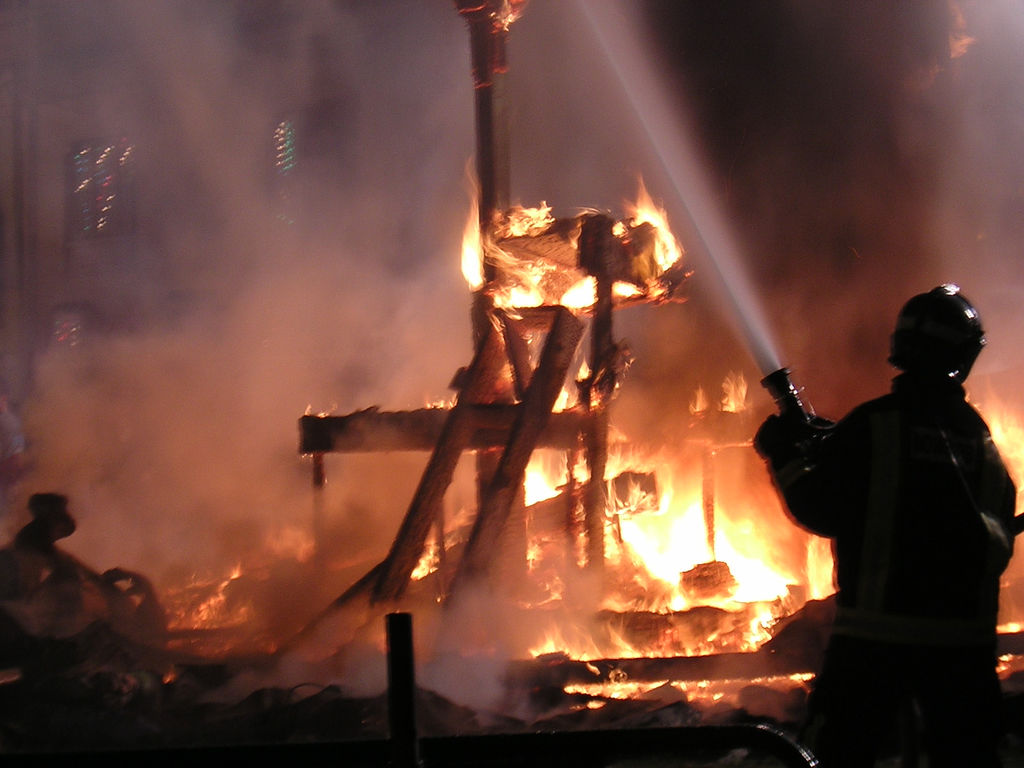
La cremà en 2002.